# Entalophora proboscina
Entalophora proboscina är en mossdjursart. Entalophora proboscina ingår i släktet Entalophora och familjen Entalophoridae. Utöver nominatformen finns också underarten E. p. minor.